# Người Séc
Người Séc (tiếng Séc: Češi, phát âm tiếng Séc: [ˈtʃɛʃɪ], tiếng Séc cổ: Čechové [ˈtʃɛxɔvɛː]) là người Tây Sla-vơ ở Trung Âu, sống chủ yếu ở Cộng hòa Séc. Một số ít dân cư cũng sống ở Slovakia, Úc, Hoa Kỳ, Anh, Chile, Argentina, Canada, Đức, Nga và các quốc gia khác. Họ nói tiếng Séc, một ngôn ngữ có quan hệ gần gũi với tiếng Slovak và tiếng Thượng Sorbia.
Trong số những tổ tiên của người Séc thuộc các bộ tộc Sla-vơ cổ đã định cư ở các vùng như Bohemia, Moravia, và thượng Silesia kể từ thế kỷ thứ VI.